# Austrocarabodes elegans
Austrocarabodes elegans är en kvalsterart som beskrevs av Hammer 1966. Austrocarabodes elegans ingår i släktet Austrocarabodes och familjen Carabodidae. Inga underarter finns listade.

## Bildgalleri

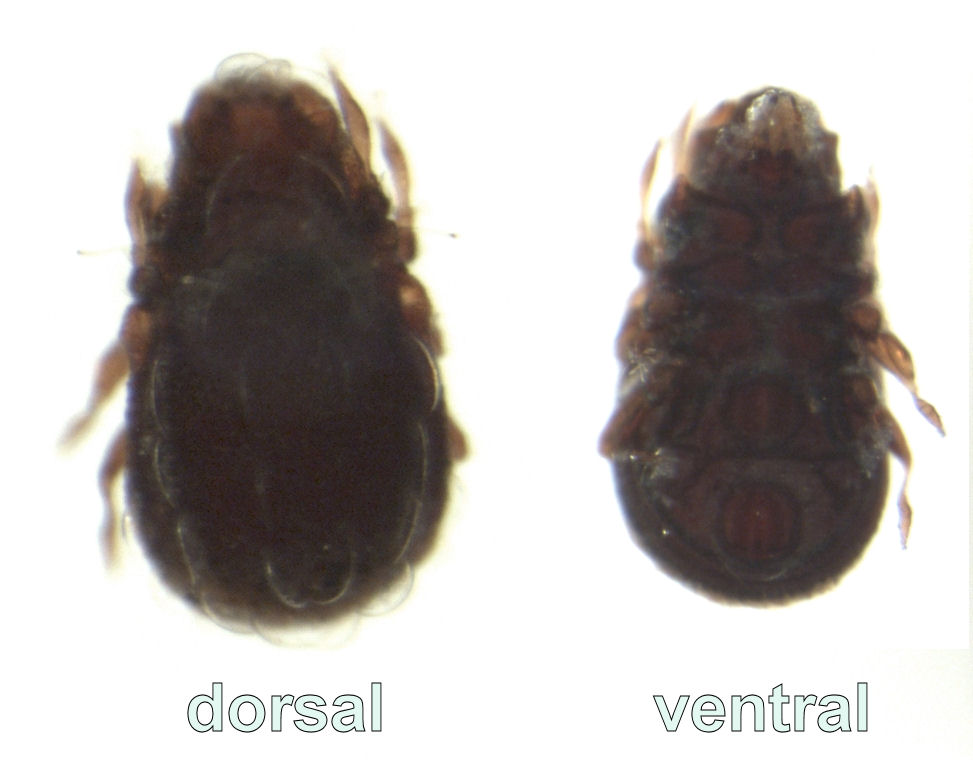